# Tajemnicza wyspa
Tajemnicza wyspa (inna wersja tytułu polskiego przekładu: Wyspa tajemnicza) (fr. L'île mystérieuse, 1874) – trzytomowa powieść Juliusza Verne’a z cyklu Niezwykłe podróże. Robinsonada, ostatnia część tak zwanej dużej trylogii vernowskiej (Dzieci kapitana Granta, Dwadzieścia tysięcy mil podmorskiej żeglugi, Tajemnicza wyspa). Tom I pt. „Rozbitkowie z przestworzy” złożony jest z 22 rozdziałów, zaś tom II pt. „Porzucony” oraz tom III pt. „Tajemnica wyspy” z 20 rozdziałów.
Pierwszy polski przekład w postaci książkowej (pt. Tajemnicza wyspa, autorstwa tłumacza ukrywającego się pod ps.  J. Pł.) pojawił się w 1875. W tym samym czasie (pt. Wyspa tajemnicza) ukazało się  tłumaczenie Joanny Belejowskiej w odcinkach w tygodniku Przyjaciel Dzieci, które było w następnych latach wielokrotnie wznawiane w postaci książkowej. Powieść tłumaczyli także: Janina Karczmarewicz-Fedorowska (I wyd. 1955), Elżbieta Teresa Sadowska (I wyd. 1998) i Marta Olszewska (I wyd. 2010) - przy czym wszystkie te przekłady nosiły  tytuł Tajemnicza wyspa.

## Zarys fabuły i główne postacie powieści
Książka opowiada o czasach wojny secesyjnej w Ameryce – przedstawia kilkuletni pobyt grupki uciekinierów na małej, niezamieszkanej wyspie, nazwanej później przez rozbitków imieniem Abrahama Lincolna, w pobliżu drugiej małej i niezamieszkanej wysepki Tabor na Pacyfiku.
W skład grupy wchodzą: inżynier Cyrus Smith, dziennikarz Gedeon Spilett, marynarz Bonawentura Pencroff, chłopiec Harbert Brown oraz służący Nab (Nabuchodonozor), znaleziony na Wyspie Tabor dawny pirat, teraz przyjaciel kolonistów Ayrton, a także pies Top. Znaczną część powieści zajmuje opis wykorzystania przez rozbitków swojej wiedzy dla odtworzenia technologii w warunkach wyspy.      